# Luise Charlotte von Brandenburg

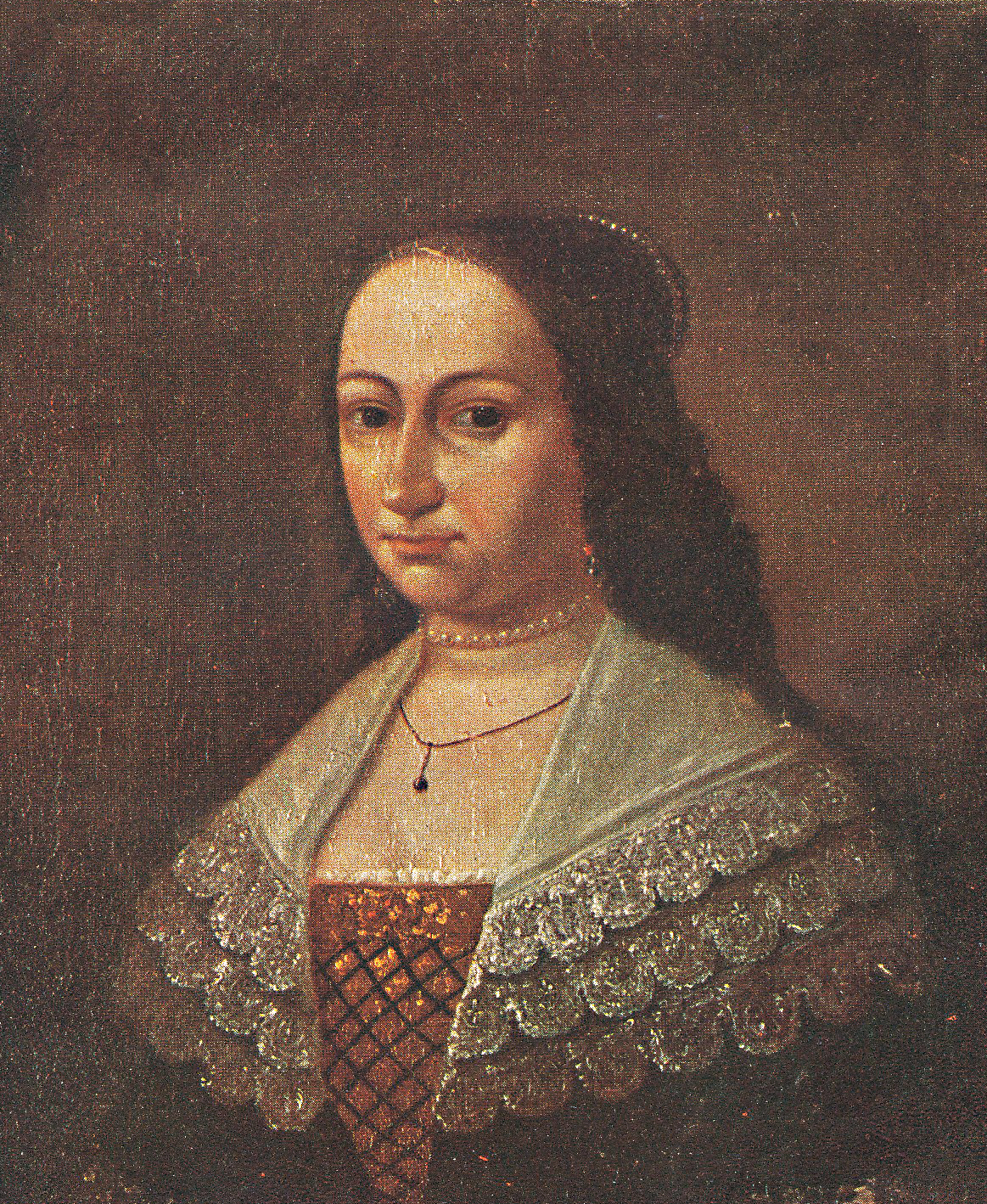
Luise Charlotte von Brandenburg

Luise Charlotte von Brandenburg (* 13. September 1617 in Berlin; † 29. August 1676 in Mitau) war eine Prinzessin von Brandenburg und durch Heirat Herzogin von Kurland.

## Leben
Luise war das älteste Kind des Kurfürsten Georg Wilhelm von Brandenburg (1595–1640) und der Elisabeth Charlotte (1597–1660), Tochter des Kurfürsten Friedrich IV. von der Pfalz.
Sie heiratete am 9. Oktober 1645 in Königsberg Jakob Kettler, Herzog von Kurland (1610–1682), eigens zur Vermählung verfasste Simon Dach ein Gedicht. Durch die Ehe wurde Jakob Schwager des Großen Kurfürsten und konnte seine Entscheidungen bezüglich seiner Polenpolitik mit diesem koordinieren. Luise Charlotte hatte erheblichen Einfluss auf die Politik Kurlands, dessen Hauptstadt Mitau auch Zentrum der Verhandlungen zwischen Polen, Russland, Brandenburg und Schweden war. Luise Charlotte wurde als gutmütig, klug und mutig beschrieben, die wesentlichen Anteil an den politischen Erfolgen ihres Mannes und dem Aufschwung Kurlands unter dessen Regierung hatte.

## Nachkommen
Aus ihrer Ehe hatte Luise Charlotte folgende Kinder:
- Ladislaus Friedrich († jung)
- Luise Elisabeth (1646–1690)

⚭ 1670 Landgraf Friedrich II. von Hessen-Homburg (1633–1708)
- Christina († jung)
- Friedrich Kasimir (1650–1698), Herzog von Kurland

⚭ 1. 1675 Gräfin Sophie Amalie von Nassau-Siegen (1650–1688)
⚭ 2. 1691 Prinzessin Elisabeth Sophie von Brandenburg (1674–1748)
- Charlotte Sophie (1651–1728), Äbtissin von Herford
- Amalia (1653–1711)

⚭ 1673 Landgraf Karl von Hessen-Kassel (1654–1730)
- Karl Jakob (1654–1677)
- Ferdinand (1655–1737), Herzog von Kurland

⚭ 1730 Prinzessin Johanna Magdalena von Sachsen-Weißenfels (1708–1760)
- Alexander (1658–1686)